# Salpinum
Salpinum va ser una antiga ciutat d'Etrúria esmentada per Titus Livi que diu que va ajudar a Volsínia en la guerra contra Roma el 389 aC. Servi Sulpici Camerí, tribú militar el 391 aC, la va assaltar i en va treure un gran botí. Tot i que sembla que era una ciutat de certa importància i independent, no torna a ser mencionada més endavant.